# Biblioteca Vasconcelos
|  | No s'ha de confondre amb Biblioteca de Mèxic José Vasconcelos o Biblioteca Nacional de Mèxic. |

La Biblioteca Vasconcelos de la Ciutat de Mèxic és un recinte bibliogràfic al nord de la capital mexicana, contigua a l'antiga estació de trens de Buenavista i al Tianguis Cultural del Chopo. És al nord del Districte Federal. Va ser inaugurada el 16 de maig del 2006 i el servei al públic va començar l'1 de juny d'aquest mateix any. El seu disseny i amplitud és ressenyat de manera contínua en revistes i publicacions d'art i arquitectura.

## Edifici
La biblioteca va ser projectada per un equip encapçalat per l'arquitecte mexicà Alberto Kalach. Els altres integrants de l'equip van ser Gustavo Lipkau, Juan Palomar i Tonatiuh Martínez, que va ser el guanyador del concurs en què van participar 592 professionals. L'àrea total del terreny és de 38.094 m², on s'alberguen l'edifici central de la biblioteca, els jardins, l'hivernacle i la librería. Tanmateix, el disseny permet ampliar la prestatgeria per fer créixer el seu patrimoni, que el 2010 era 575.000 llibres. La capacitat pot ser eixamplat per a rebre un màxim de 2.000.000 d'exemplars. A principi de 2015 comptava amb 600 mil volums. Amb més de 1.725.000 visites anuals (2004), és una de les biblioteques públiques més freqüentada a l'Amèrica Llatina.
L'edifix cobreix 38 mil metres quadrats de construits, i va tenir un cost inicial projectat de 954 milions de pesos (en aquesta època, aproximadament 98 milions de dòlars americans). El Congrés de la República va proposar plans per reduir el pressupost del 2005, i va incloure retallades a les tres branques del govern; el Partit Acció Nacional (partit del llavors president Fox) va proposar un pressupost altern, que preservava fons per al projecte Enciclomedia i per aquesta biblioteca.
És un recinte lluminós gràcies al joc de transparències que li donen el sostre i les parets de vidre. Té tres nivells superiors i una planta baixa, i constitueix una admirable mostra de l'arquitectura moderna.
El recinte pot tenir un aforament màxim de fins de cinc mil persones diàriament, el que constitueix una afluència de 1.825.000 visitants a l'any. Té un pàrquing amb capacitat per a 325 automòbils.
Per retards en la data d'obertura i posteriors errors, és un dels més controvertits i —en nombres absoluts— més grosses despeses en infraestructura pública del govern del llavors president Vicente Fox. En aquesta època va ser anomenada «megabiblioteca» per la premsa mexicana. Està dedicada al filòsof, educador i candidat presidencial José Vasconcelos, que va ser president de la Biblioteca Nacional de Mèxic i promotor actiu de la lectura a principi del segle xx.

## Història
L'any 2001 es va presentar el programa de modernització de la Xarxa Nacional de Biblioteques Públiques. La presidenta del Consell Nacional per a la Cultura i les Arts (Conaculta), Sari Bermudez, va proposar al president de la república, Vicente Fox, el projecte de renovació de la Biblioteca de Mèxic, situada a la Ciutadella. L'esmentat projecte proposava la construcció d'un nou edifici. A l'abril de 2003 es van destinar a la Secretaria d'Educació Pública (SEP), tres finques situades a un costat de l'Estació de Ferrocarrils de Buenavista, per a la construcció del nou edifici. El 16 de maig es va emetre la convocatòria per al Concurs Internacional d'Arquitectura. El 3 d'octubre es va declarar guanyador al projecte d'Alberto Kalach.

### Projecte i realització
Kalach va planejar des de l'inici un edifici que es trobés en paral·lel a les vies del tren de l'Estació Buenavista. Una de les característiques particulars del projecte va ser la gran extensió dels jardins. Es va prendre en compte la conflictivitat que genera una gran urbs i l'oportunitat de crear un espai cultural que oferís l'opció a les persones de aïllar-se del soroll i gaudir d'un panorama natural agradable. En paraules de Kalach i el seu equip la idea va ser: "la creació d'una arca, portadora del coneixement humà, immersa en un exuberant jardí botànic".
El jardí tindria una extensió de 26.000 m² ambigú una preponderància d'espècies vegetals originàries de la Vall de Mèxic i del país. Es va organitzar en diferents estrats: el principal, bàsicament arbori; el medi contindria arbres fruiters, arbusts, plantes aromàtiques i plantes comestibles; i, el baix, ornamentat amb epífites i vegetació penjant sobre els murs. Hi ha dos grans talussos de vegetació que envolten l'edifici central, creant un efecte òptic on la Biblioteca sembla enfonsada entre els jardins.

L'edifici es va pensar de 35 metres d'ample i, al llarg, dividit en tres blocs de 82 metres cadascun, amb prestatgeries penjants i independents, construïdes d'acer i vidre, amb la capacitat d'ajustar a les necessitats del patrimoni.

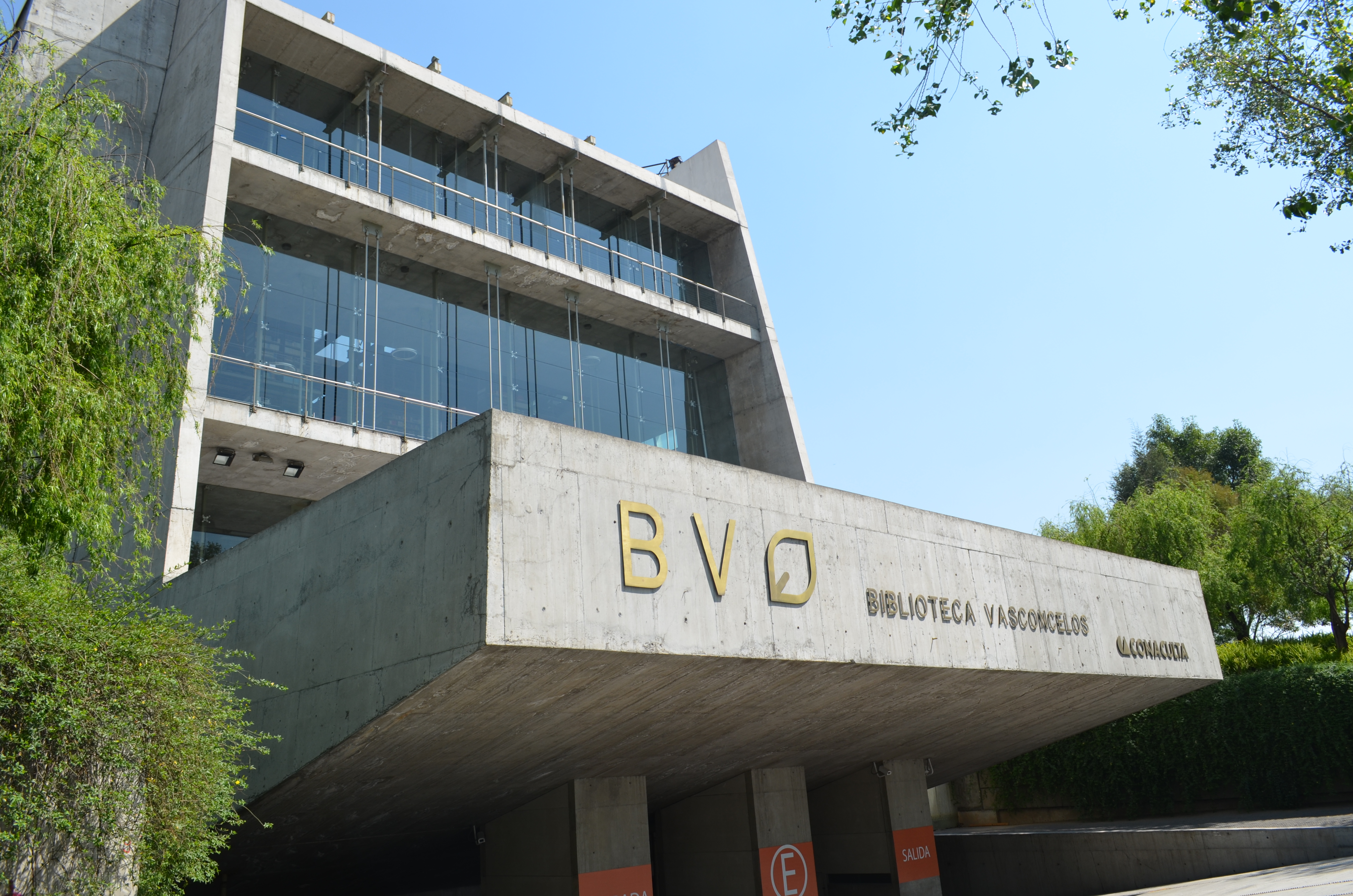
Façana de la biblioteca.

La planta baixa de l'edifici va ser pensada com una calçada que distribueix els diferents espais als quals els usuaris podrien tenir accés. Un vestíbul de grans dimensions on es poguessin presentar diferents exposicions culturals, la sala Braille, l'àrea de acreditació, zona de guarda-roba, diferents sortides cap als jardins, la sala multimèdia, la sala infantil i "bebeteca", la sala de música, sala de premsa i més sales per impartir tallers i conferències, per rematar amb l'auditori.
La il·luminació és proveïda majoritàriament per llum natural. Els grans finestrals envolten tot l'edifici, disposats en dent de serra cap al nord. Aquest disseny no permet que la llum entri directament, sinó de forma uniforme; també evita el dany als llibres.
Al fons del terreny es troba un vell edifici industrial on es va planejar que hagués oficines, un gran hivernacle i una cafeteria.

## Instal·lacions

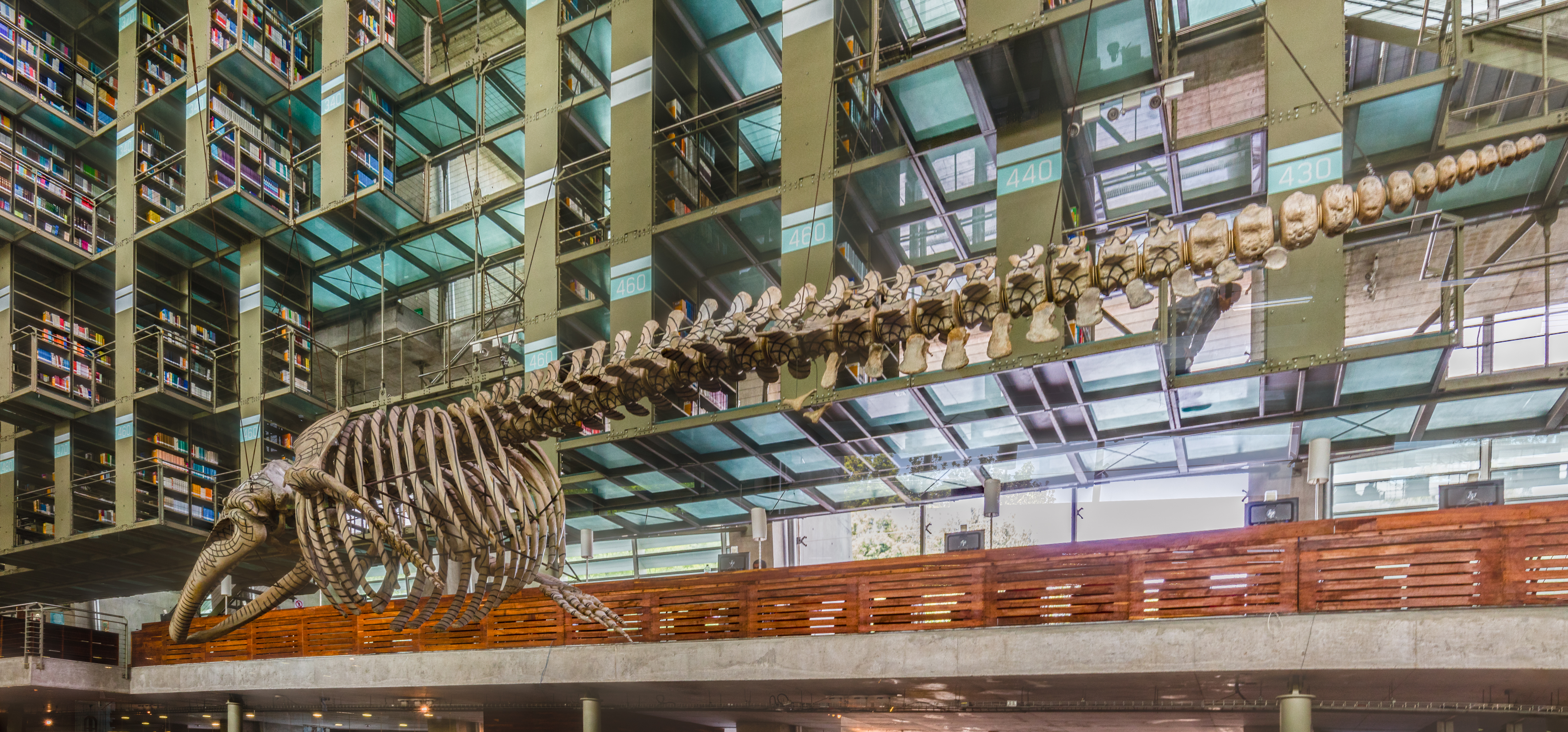
Màtrix Mòvil, escultura de Gabriel Orozco.

La biblioteca compta amb un patrimoni classificat segons el sistema decimal de Dewey. El catàleg es pot consultar a Internet. Té una sala multimèdia, infantil, braille (amb materials per a cecs i febles visuals), música, auditori, i ordinadors amb accés gratuït a Internet.
L'edifici de la biblioteca  diverses escultures d'artistes mexicans; possiblement la més cridanera i emblemàtica sigui el Màtrix Mòvil, de Gabriel Orozco, al centre de la planta principal.
Per motiu del seu desè aniversari al maig del 2016 es va obrir el setè nivell de la biblioteca amb un enfocament diferent i únic a Llatinoamèrica, dividit en quinze sales: Vida sana, Gènere, Divulgació científica, Vida pràctica, Llengües del món, 18 i +, Drogues, Manga i còmic, Lectura, llibres i Biblioteques, Primera infància, Món jove, Mirades sobre Mèxic, Llengües de cultura mexicana, Poesia mexicana i, per acabar, Ciutat de Mèxic. A més hi ha dotze aules de treball enfocat al desenvolupament educatiu, informatiu, culturals i recreatius.

## Controvèrsies sobre la biblioteca

### Construcció i inauguració
Les principals opinions favorables cap a la biblioteca assenyalen la manca d'instal·lacions culturals al nord de la Ciutat de Mèxic i que els usuaris provinents de la zona metropolitana augmenten. A més, té  instal·lacions de primer nivell i té una vocació de centre cultural.
Opinions en contra assenyalen principalment que és una iniciativa centralista i s'hauria hagut d'invertir en més biblioteques en tot Mèxic i en programes educatius, així com la pressa amb què es va construir i va inaugurar abans l'hora. El que va implícar que s'ha hagut de tancar-la per a acabar les obres mancants, fins a la reobertura el 2008.
Fox Quesada va inaugurar la biblioteca el 16 de maig del 2006, i va declarar que aquesta era una de les construccions més avançades del segle xxi, de la qual es parlaria arreu al món. Es va inaugurar una setmana abans del límit fixat legalment per a la presentació de projectes previ a les eleccions federals del 2006, raó per la qual va ser assenyalada per la premsa i pel Partit de la Revolució Democràtica (PRD) com a publicitat electoral.

### Falles posteriors i clausura temporal
Com a resultat de la pressa per inaugurar a temps la biblioteca, l'edifici era ple d'errors, i va haver de tancar el març del 2007, per mor de filtracions d'agua. L'Auditoria Superior de la Federació va detectar 36 irregularitats construcitves i va emetre 13 investigacions contra funcionaris del govern federal. Entre aquestes irregularitats destaquen la mala col·locació de blocs de marbre, amb un cost de 15 milions de pesos (al voltant d'1,4 milions de dòlars).
El govern de Felipe Calderón Hinojosa, successor de Vicente Fox, va continuar les obres de reparació que van costar uns 32 milions de pesos addicionals (aproximadament tres milions de dòlars).